# 서젬마
서젬마(1964년 ~)는 대한민국의 가수다.

## 방송
- 보이스퀸 (2019) - Top50

## 음반
- 꿈만꿔도/이러긴가요/가슴시린사랑 (2019)
- 암행어사 (2020)